# 齐齐哈尔铁路教育学院
齐齐哈尔铁路教育学院，是曾经存在的一所铁道部直属成人高等院校，与黑龙江交通职业技术学院合署，于2013年撤销建制。

## 历史沿革
- 2000年，创建齐齐哈尔铁路教育学院。

- 2000年，与齐齐哈尔铁路运输职工大学合署办公。

- 2006年，齐齐哈尔铁路运输职工大学参与组建黑龙江交通职业技术学院。

- 2013年，撤销建制。[2]